# Piotrowice (Karczew)
Piotrowice ist ein Dorf der Gemeinde Karczew im Powiat Otwocki in der Woiwodschaft Masowien, Polen.
Das Dorf liegt fünf Kilometer nördlich des Hauptortes der Gemeinde und fünfzehn Kilometer südlich der Kreisstadt Otwock an der Weichsel.
Von 1975 bis 1998 gehörte das Dorf zur Woiwodschaft Warschau.
Südlich von Piotrowice verläuft die Bahnstrecke Skierniewice–Łuków. Beim Dorf treffen die Woiwodschaftsstraße 801 und die Landesstraße 50 aufeinander.

## Galerie

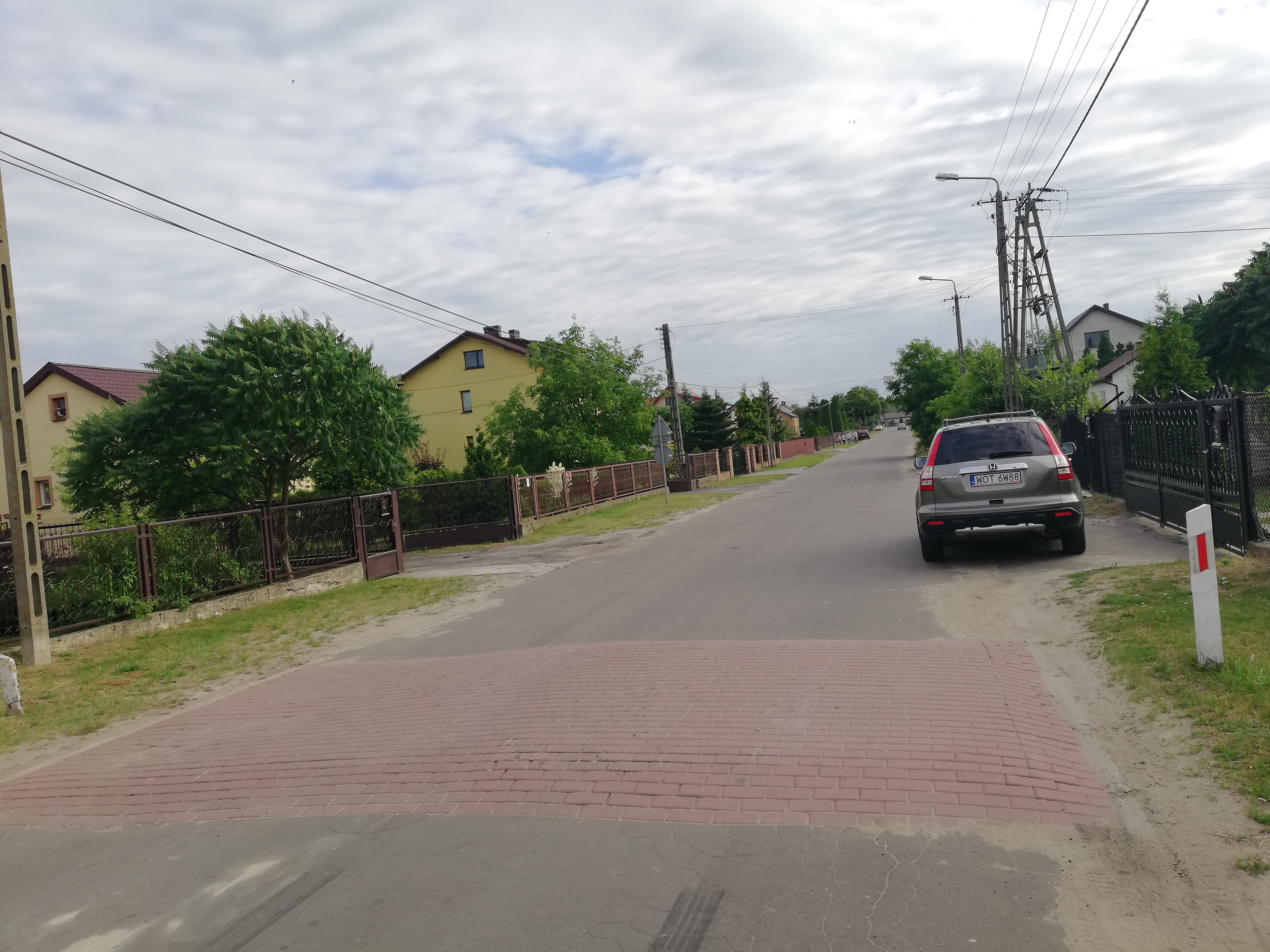
Straßenansicht
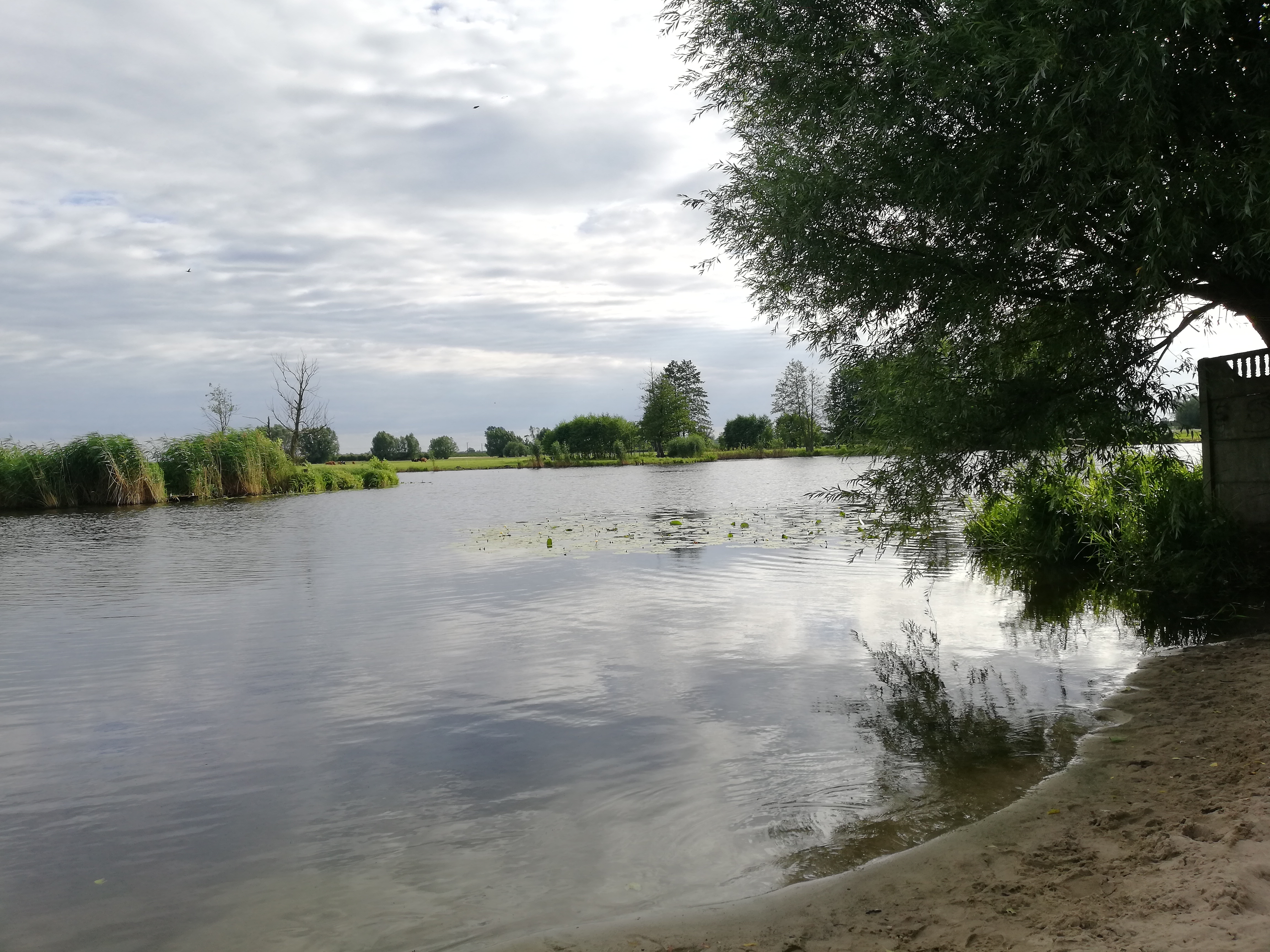
See
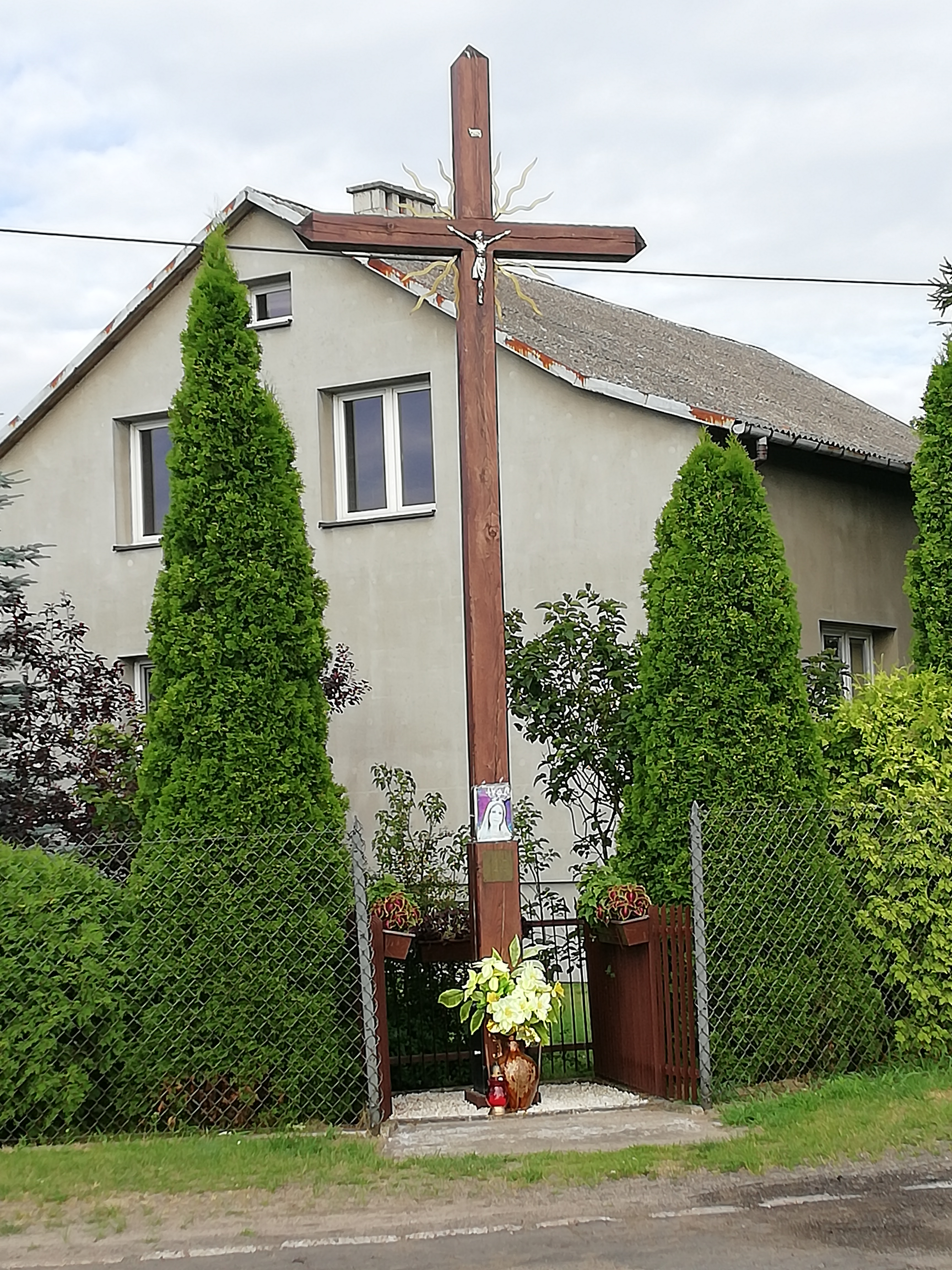
Kreuz